# Эррера, Хонатан
Хонатан Оссьель Эррера Моралес (исп. Jonathan Ozziel Herrera Morales; 25 мая 2001, Кульякан, Синалоа) — мексиканский футболист, нападающий клуба «УАНЛ Тигрес» и сборной Мексики.

## Ранние годы
Эррера родился в Кульякан в семье кубинца и мексиканки. Его отец был тренером в спортивном институте Синалоа. В возрасте 10 лет Хонатан начал выступать в составе футбольной академии «Пачуки», а в 2016 году стал игроком академии клуба «Атлас».

## Клубная карьера
Проведя два года в академии «Атласа», 11 ноября 2018 года Эррера дебютировал в основном составе «красно-чёрных», выйдя на замену в матче Лиги MX против клуба «Монтеррей». 9 января 2019 года впервые вышел в стартовом составе «Атласа» в матче Кубка Мексики против клуба «УНАМ Пумас».